# Phil Taylor (darter)
Philip Douglas Taylor (Stoke-on-Trent, 13 augustus 1960), bijgenaamd The Power (tot augustus 1995 The Crafty Potter), is een Engels voormalig professioneel darter. Hij speelde bij de Professional Darts Corporation (PDC) en was een van de oprichters van deze bond. Hij won in totaal 216 professionele toernooien, waaronder 83 grote toernooien (majors) met een recordaantal van zestien wereldtitels. Hij wordt algemeen beschouwd als de beste darter aller tijden. Na het PDC World Darts Championship 2018 stopte Taylor met professioneel darts.

## Het begin bij de BDO
Op zestienjarige leeftijd verliet Taylor de middelbare school en ging hij werken als metaalarbeider bij een lokale fabriek (JF Sale & Co.). In zijn vrije tijd hield hij zich bezig met zijn favoriete hobby: darten. Op een gegeven moment trok de in pubs spelende Taylor de aandacht van dartlegende Eric Bristow, die hem besloot te sponsoren voor £10.000 onder de voorwaarde dat Taylor het bedrag zou terugbetalen. Taylor zou met dit geld meer tijd hebben om te trainen en zou kunnen meedoen aan kleine toernooien. Hij accepteerde het voorstel van Bristow en vanaf dat moment ging het vliegensvlug met de carrière van de man uit Stoke-on-Trent.
In 1990 kwalificeerde Taylor zich voor het eerst voor de Embassy, het officieuze wereldkampioenschap van de British Darts Organisation. Hij versloeg Russell Stewart, Dennis Hickling, Ronnie Sharp en Cliff Lazarenko, en plaatste zich voor de finale. Daarin wist hij zijn mentor, Bristow, met 6-1 te verslaan, dit alles terwijl Taylor bij aanvang van het toernooi bij de bookmakers slechts 125-1 stond genoteerd. Datzelfde jaar nog stond Taylor nummer 1 van de wereld. Hij won dat jaar ook de Winmau World Masters, waardoor hij de derde speler werd die deze twee titels in hetzelfde jaar won.
Een jaar later, in 1991, werd Taylor in de kwartfinales van de Embassy uitgeschakeld door de latere winnaar, Dennis Priestley.
In 1992 won Taylor nogmaals de Embassy. Ditmaal versloeg hij Mike Gregory in een memorabele finale met 6-5 in sets door de allesbeslissende 11e leg van de 11e set naar zich toe te trekken. Naar eigen zeggen was dit Taylors favoriete wedstrijd uit zijn hele loopbaan.

## PDC
Tijdens de Embassy van 1993 werd Taylor in de tweede ronde uitgeschakeld door Kevin Spiolek, en na dit toernooi verloor de dartssport populariteit. De sport verloor veel sponsors en werd steeds minder uitgezonden op televisie. De top zestien van de wereld, onder wie Phil Taylor, was ontevreden en besloot een eigen bond op te richten: de World Darts Council (WDC), en later werd dit de PDC.
In 1994 werd het eerste PDC World Darts Championship georganiseerd. Taylor haalde de finale, maar verloor die met 6-1 van Dennis Priestley. Na deze verloren finale begon Taylor echter de dartswereld te domineren. Hij verloor bijna geen wedstrijd meer en werd acht keer op rij wereldkampioen. In 2003 verloor hij de finale van John Part (7-6) en vervolgens won hij het toernooi nog drie keer. In 2007 verloor hij de finale van Raymond van Barneveld in een allesbeslissende leg, en dit was pas zijn derde nederlaag op alle PDC-WK's die hij speelde. In 2008 haalde hij voor het eerst niet de finale, want hij verloor in de kwartfinales van Wayne Mardle. In 2009 nam hij wraak op Van Barneveld door hem in de finale te verslaan met 7-1, en ook het toernooi van 2010 won hij (finale tegen Simon Whitlock). In 2013 klopte hij Michael van Gerwen om zijn 16e wereldtitel te kunnen veroveren.
In 1999 speelde Taylor tegen de toenmalige nummer 1 van de andere dartbond: Raymond van Barneveld. Hij won deze titanenstrijd met 21-10 in legs. In februari 2005 ontmoetten de twee wereldkampioenen elkaar opnieuw in twee partijen tijdens de Masters of Darts. Ook daarin (een groepswedstrijd en een halve finale respectievelijk) won Taylor (met respectievelijk 4-0 en 5-2 in sets). In de finale versloeg hij Andy Fordham, bijgenaamd De Viking, met 7-1 in sets.
Naast het WK heeft Taylor in 2005-2008, 2010 en 2012 de Whyte & Mackay Premier League Darts gewonnen door respectievelijk Colin Lloyd, Roland Scholten, Terry Jenkins, James Wade en Simon Whitlock (2x) in de finale te verslaan.
Taylor bleef ongeslagen in de eerste drie jaren van de Premier League: hij behaalde alleen enkele keren een gelijkspel in de poulefase en won verder alles. In 2008 verloor hij echter drie keer in zijn eerste vier wedstrijden. Absoluut dieptepunt hierin was de 8-2 nederlaag tegen Peter Manley. Na die wedstrijd in de vierde speelronde speelde hij alleen nog gelijk tegen Terry Jenkins. De overige wedstrijden wist hij allen ruim te winnen.
Daarnaast heeft Taylor een scala aan andere titels gewonnen: 16x het Stan James World Matchplay (1995, 1997, 2000-2004, 2006, 2008-2014 en 2017), 11x de Sky Bet World Grand Prix (1998-2000, 2002-2003, 2005-2006, 2008-2009, 2011 en 2013), 5x de Las Vegas Desert Classic (2002, 2004, 2005, 2008 en 2009), 2x de Budweiser UK Open (2003 en 2005), 1x de Bavaria World Darts Trophy (2006), 1x de World Series of Darts (2006) en 3x het US Open (2007, 2008 en 2010).
Bovendien heeft hij ook de meeste 9-darters gegooid op televisietoernooien; elf, waarvan vier op het UK Open (in 2004, 2005, 2007 en 2008), twee in de finale van de Premier League Darts in 2010 en de andere vier op respectievelijk de World Matchplay in 2002, de International Darts League in 2007, de Champions League in 2011, de World Matchplay in 2014 en de Sydney Darts Masters in 2015.
Taylor verloor op 15 november 2015 de finale van de Grand Slam of Darts van Michael van Gerwen (16-13). Hierdoor was hij op dat moment voor het eerst in 20 jaar - sinds 1995 - geen titelhouder van minimaal een van de hoofdtoernooien (majors) van de PDC. 

## Na de PDC
In 2023 kondigde Taylor aan dat hij eind 2024 met pensioen zou gaan.
Taylor maakte in een interview in 2024 bekend dat hij artritis had. Dit had hem bemoeilijkt tijdens een wedstrijd tegen Manfred Bilderl. Volgens Taylor heeft hij dankzij de artritis continu pijn.

## 2006 tot en met 2017

### 2006
In januari 2006 won Taylor zijn dertiende wereldtitel, maar daarna begon hij minder goed te spelen. Tijdens de eerste helft van het jaar verloor hij vier wedstrijden in televisietoernooien (van Jelle Klaasen en Simon Whitlock tijdens de International Darts League, en twee keer op rij van Raymond van Barneveld op respectievelijk het UK Open en de Las Vegas Desert Classic). Hij maakte dit echter goed in het tweede halfjaar door het World Matchplay, de World Darts Trophy en de World Grand Prix te winnen.

### 2007
Op het wereldkampioenschap 2007 haalde Taylor weer de finale. Hij speelde tegen Van Barneveld en had een goede kans om de wedstrijd te winnen. Hij kwam namelijk met respectievelijk 3-0, 4-2 en 5-3 voor, maar Van Barneveld kwam steeds terug in de wedstrijd. Uiteindelijk werd het 6-6 en in de tiebreak won Van Barneveld de allesbeslissende elfde leg. Hierna vond Taylor dat hij de conditie miste om opnieuw een groot toernooi te winnen en hij begon met een nieuwe fitnesstraining.
In 2007 verloor Taylor meer wedstrijden. Hij werd uitgeschakeld tijdens voorronden van de International Darts League, de World Darts Trophy, de UK Open, de Las Vegas Desert Classic, het World Matchplay en de World Grand Prix. Na een aantal schokkende nederlagen liet Taylor weten dat hij nadacht over stoppen met darten. Uiteindelijk besloot hij om toch nog minimaal vijf jaar door te spelen.
Voor het eerst sinds de start van de PDC in 1994 won Taylor geen enkele van de vijf grootste toernooien. Hij won in 2007 nog wel de Premier League, de US Open en de Grand Slam of Darts.

### 2008
In 2008 begon Taylor nog slechter dan het jaar ervoor. Tijdens het PDC WK haalde hij voor het eerst in zijn carrière niet de finale, door in de kwartfinale te verliezen van Wayne Mardle. Hij legde de schuld wederom bij zijn slechte conditie en zei dat zijn energie minder werd tegen het einde van de wedstrijd.
Ruim een maand na het WK begon de Premier League, en ook hierin maakte Taylor een slechte start. Hij verloor drie van zijn eerste vier wedstrijden, maar daarna vond hij zijn oude vorm terug en verloor hij tijdens de Premier League geen wedstrijd meer. Hij klopte James Wade in de finale en pakte daarmee zijn vierde Premier League-titel op rij. Hierna werd 2008 een succesvol jaar voor Taylor: hij werd eerst op het UK Open nog wel uitgeschakeld door Van Barneveld, maar verder won hij alle grote toernooien: de World Matchplay, World Grand Prix, Las Vegas Desert Classic, US Open, Grand Slam of Darts, Champions League Darts en het European Championship. Hij gebruikte tijdens de World Matchplay voor het eerst zijn nieuwe darts: van zijn sponsor Unicorn kreeg hij zwarte darts, waardoor het gooien van 180 makkelijker zou worden.

### 2009
Het jaar 2009 was een zeer succesvol jaar voor Taylor: het begon in januari, toen hij eindelijk de wereldtitel heroverde. In de finale versloeg hij Van Barneveld met 7-1 (in sets) en hierdoor was Taylor voor de veertiende keer wereldkampioen, met een recordgemiddelde in een WK-finale van 110,94 per worp. Dit record heeft acht jaar lang, tot in januari 2017, standgehouden.
In juni won hij ook het UK Open en een maand later kwam daar de Las Vegas Desert Classic bij. Eind juli won hij bovendien nogmaals het World Matchplay: in de finale versloeg hij Terry Jenkins, waardoor hij dit toernooi voor de tiende keer won. Tussendoor gooide hij zijn zevende 9-darter en vervolgens won hij zijn negende World Grand Prix. Hij won daardoor alle vijf de grote toernooien in één jaar, en dat was nog nooit eerder iemand gelukt. Tijdens de Champions League Darts, die niet op televisie, maar wel op internet werd uitgezonden, gooide hij het hoogste gemiddelde ooit in een rechtstreeks verslagen wedstrijd: tijdens zijn partij tegen Wayne Mardle behaalde hij een gemiddelde van 121,71 punten per drie darts. Hij haalde dit toernooi weer met gemak de finale, maar verloor deze verrassend van zijn landgenoot Colin Osborne.
Op zondag 30 augustus 2009 won Taylor de eerste HEMECO Open, in Rosmalen.
Hij won in 2009 ook het European Championship, waar hij in de finale Steve Beaton versloeg met 11-3 (in legs). In de laatste leg gooide hij acht perfecte pijlen en miste dubbel twaalf voor nog een 9-darter. Hij gooide dit toernooi een gemiddelde van 111,51, ook weer een record.
In november voegde Taylor de Grand Slam of Darts voor de derde keer toe aan zijn erelijst. In de finale versloeg hij Scott Waites met 16-2 (in legs). Hij gooide de hoogste finish (170) tijdens deze wedstrijd en had kans om er nog één te gooien, plus miste nog een keer de dubbel twaalf voor een 9-darter.
Eind november won Taylor het German Darts Championship, waarmee hij zijn 24e toernooiwinst (van 30 deelnames) van het jaar pakte: dat is een nooit eerder vertoonde 80%. Hij won in 2009 uiteindelijk in totaal 769.725 pond aan prijzengeld. Ook dat was een record voor een darter.

### 2010
Aan het begin van het jaar 2010 won Taylor nogmaals het PDC World Darts Championship, waardoor hij voor de vijftiende keer wereldkampioen werd. Tot en met de halve finale verloor hij slechts één set (van Robert Thornton). In de finale versloeg hij Simon Whitlock met 7-3.
Tijdens de Players Championship Finals werd Taylor in de halve finale verrassend uitgeschakeld door de Australiër Paul Nicholson. Nicholson won overigens de finale met 13-11 van Mervyn King.
Op 24 mei won hij voor de vijfde maal in z'n carrière de Premier League, ditmaal van James Wade met 10-8. In die finale gooide Taylor twee 9-darters, en zelfs bijna een back-to-back 9-darter, maar dit mislukte bij de voorlaatste dart. Op 7 juni won Taylor voor de vierde maal in z'n carrière op de UK Open, ditmaal van Gary Anderson met 11-5. Op 25 juli won hij voor de elfde keer het World Matchplay. Hij klopte Raymond van Barneveld in de finale met 18-12 (in legs). Op 1 augustus won hij voor de derde keer het European Championship. Hij versloeg Wayne Jones in de finale met 11-1 (in legs). In de World Grand Prix verloor hij vervolgens in de halve finale van Adrian Lewis. Zeer verrassend verloor hij in dezelfde week nog drie andere partijen. Op 15 november verloor Taylor opnieuw op een groot televisie-toernooi: in de groepsfase van de Grand Slam of Darts moest Taylor met 5-4 de duimen leggen tegen Ted Hankey. Vijf dagen later was het toernooi zelfs helemaal over toen Taylor in de kwartfinale met 16-14 tegen Steve Beaton het onderspit delfde.

### Einde
Op vrijdag 27 januari 2017 maakte Taylor bekend te gaan stoppen met het spelen van professioneel darts. Hiertoe nam hij in 2017 alleen aan de grote televisietoernooien deel en gooide hij geen vloertoernooien meer. Hierdoor deed hij voor het eerst niet mee met de UK Open, Players Championship Finals en de European Tour. Op 1 januari 2018 stond Taylor dan wel weer in de finale van het WK. Die verloor hij echter met 7-2 van debutant Rob Cross.

## Gespeelde WK-finales
- 1990: Phil Taylor - Eric Bristow 6 - 1 ('best of 11 sets')
- 1992: Phil Taylor - Mike Gregory 6 - 5 ('best of 11 sets')
- 1994: Dennis Priestley - Phil Taylor 6 - 1 ('best of 11 sets')
- 1995: Phil Taylor - Rod Harrington 6 - 2 ('best of 11 sets')
- 1996: Phil Taylor - Dennis Priestley 6 - 4 ('best of 11 sets')
- 1997: Phil Taylor - Dennis Priestley 6 - 3 ('best of 11 sets')
- 1998: Phil Taylor - Dennis Priestley 6 - 0 ('best of 11 sets')
- 1999: Phil Taylor - Peter Manley 6 - 2 ('best of 11 sets')
- 2000: Phil Taylor - Dennis Priestley 7 - 3 ('best of 13 sets')
- 2001: Phil Taylor - John Part 7 - 0 ('best of 13 sets')
- 2002: Phil Taylor - Peter Manley 7 - 0 ('best of 13 sets')
- 2003: John Part - Phil Taylor 7 - 6 ('best of 13 sets')
- 2004: Phil Taylor - Kevin Painter 7 - 6 ('best of 13 sets')
- 2005: Phil Taylor - Mark Dudbridge 7 - 4 ('best of 13 sets')
- 2006: Phil Taylor - Peter Manley 7 - 0 ('best of 13 sets')
- 2007: Raymond van Barneveld - Phil Taylor 7 - 6 ('best of 13 sets')
- 2009: Phil Taylor - Raymond van Barneveld 7 - 1 ('best of 13 sets')
- 2010: Phil Taylor - Simon Whitlock 7 - 3 ('best of 13 sets')
- 2013: Phil Taylor - Michael van Gerwen 7 - 4 ('best of 13 sets')
- 2015: Gary Anderson - Phil Taylor 7 - 6 ('best of 13 sets')
- 2018: Rob Cross – Phil Taylor  7 - 2 ('best of 13 sets')

## Resultaten op Wereldkampioenschappen

### BDO
- 1990: Winnaar (gewonnen in de finale van Eric Bristow met 6-1)
- 1991: Kwartfinale (verloren van Dennis Priestley met 3-4)
- 1992: Winnaar (gewonnen in de finale van Mike Gregory met 6-5)
- 1993: Laatste 16 (verloren van Kevin Spiolek met 1-3)

### WDF
- 1991: Kwartfinale (verloren van Aulis Nissinen met 0-4)

### PDC
- 1994: Runner-up (verloren van Dennis Priestley met 1-6)
- 1995: Winnaar (gewonnen in de finale van Rod Harrington met 6-2)
- 1996: Winnaar (gewonnen in de finale van Dennis Priestley met 6-4)
- 1997: Winnaar (gewonnen in de finale van Dennis Priestley met 6-3)
- 1998: Winnaar (gewonnen in de finale van Dennis Priestley met 6-0)
- 1999: Winnaar (gewonnen in de finale van Peter Manley met 6-2)
- 2000: Winnaar (gewonnen in de finale van Dennis Priestley met 7-3)
- 2001: Winnaar (gewonnen in de finale van John Part met 7-0)
- 2002: Winnaar (gewonnen in de finale van Peter Manley met 7-0)
- 2003: Runner-up (verloren van John Part met 6-7)
- 2004: Winnaar (gewonnen in de finale van Kevin Painter met 7-6)
- 2005: Winnaar (gewonnen in de finale van Mark Dudbridge met 7-4)
- 2006: Winnaar (gewonnen in de finale van Peter Manley met 7-0)
- 2007: Runner-up (verloren van Raymond van Barneveld met 6-7)
- 2008: Kwartfinale (verloren van Wayne Mardle met 4-5)
- 2009: Winnaar (gewonnen in de finale van Raymond van Barneveld met 7-1)
- 2010: Winnaar (gewonnen in de finale van Simon Whitlock met 7-3)
- 2011: Kwartfinale (verloren van Mark Webster met 2-5)
- 2012: Laatste 32 (verloren van Dave Chisnall met 1-4)
- 2013: Winnaar (gewonnen in de finale van Michael van Gerwen met 7-4)
- 2014: Laatste 32 (verloren van  Michael Smith met 3-4)
- 2015: Runner-up (verloren van Gary Anderson met 6-7)
- 2016: Laatste 16 (verloren van Jelle Klaasen met 3-4)
- 2017: Kwartfinale (verloren van Raymond van Barneveld met 3-5)
- 2018: Runner-up (verloren van Rob Cross met 2-7)

### WSDT (Senioren)
- 2022: Kwartfinale (verloren van Kevin Painter met 0-3)
- 2023: Kwartfinale (verloren van Richie Howson met 1-3)
- 2024: Laatste 32 (verloren van Manfred Bilderl met 2-3)

## Resultaten op de World Matchplay

### PDC
- 1994: Laatste 16 (verloren van Bob Anderson met 9-11)
- 1995: Winnaar (gewonnen in de finale van Dennis Priestley met 16-11)
- 1996: Laatste 16 (verloren van Peter Evison met 1-8)
- 1997: Winnaar (gewonnen in de finale van Alan Warriner met 16-11)
- 1998: Kwartfinale (verloren van Ronnie Baxter met 10-13)
- 1999: Halve finale (verloren van Peter Manley met 14-17)
- 2000: Winnaar (gewonnen in de finale van Alan Warriner met 18-12)
- 2001: Winnaar (gewonnen in de finale van Richie Burnett met 18-10)
- 2002: Winnaar (gewonnen in de finale van John Part met 18-16)
- 2003: Winnaar (gewonnen in de finale van Wayne Mardle met 18-12)
- 2004: Winnaar (gewonnen in de finale van Mark Dudbridge met 18-8)
- 2005: Kwartfinale (verloren van John Part met 11-16)
- 2006: Winnaar (gewonnen in de finale van James Wade met 18-11)
- 2007: Halve finale (verloren van Terry Jenkins met 11-17)
- 2008: Winnaar (gewonnen in de finale van James Wade met 18-9)
- 2009: Winnaar (gewonnen in de finale van Terry Jenkins met 18-4)
- 2010: Winnaar (gewonnen in de finale van Raymond van Barneveld met 18-12)
- 2011: Winnaar (gewonnen in de finale van James Wade met 18-8)
- 2012: Winnaar (gewonnen in de finale van James Wade met 18-15)
- 2013: Winnaar (gewonnen in de finale van Adrian Lewis met 18-13)
- 2014: Winnaar (gewonnen in de finale van Michael van Gerwen met 18-9)
- 2015: Halve finale (verloren van James Wade met 14-17)
- 2016: Runner-up (verloren van Michael van Gerwen met 10-18)
- 2017: Winnaar (gewonnen in de finale van Peter Wright met 18-8)

### WSDT (Senioren)
- 2022: Runner-up (verloren van Robert Thornton met 10-12)
- 2023: Kwartfinale (verloren van Paul Hogan met 6-8)

## Records
Phil Taylor is de houder van vele records in de dartssport. Hieronder een aantal van deze records:
- Meeste wereldtitels (16)
- Meeste wereldtitels op rij (8)
- Meeste WK-finaleplaatsen (21)
- Meeste WK-finaleplaatsen op rij (14)
- Meeste Premier League Playoff-plaatsen (10) tot en met 2014
- Langste ongeslagen reeks tijdens WK (44 wedstrijden van 1995 tot 2003)
- Meeste 9-darters op televisie (11)
- Meeste 9-darters in één wedstrijd (2)
- Hoogste gemiddelde in een WK-finale (110,94)(van 2009 tot 2017)
- Hoogste gemiddelde in een heel toernooi (111,51)
- Hoogste verliezende gemiddelde op een televisietoernooi (115,80 tegen Raymond van Barneveld in de Premier League 2015, week 5)
- Grootste overwinning in de finale van een groot toernooi (18-4 tegen Terry Jenkins)
- Meeste World Matchplaytitels (16)
- Meeste World Matchplaytitels op rij (7)
- Langste ongeslagen reeks tijdens World Matchplay (38 wedstrijden tussen 2008 en 2015)
- Grootste overwinning tijdens World Matchplay (16-1 tegen Roland Scholten)
- Meeste World Grand Prixtitels (11)
- Meeste Premier Leaguetitels (6) (tot 2022, toen gedeeld met van Gerwen sinds 2023 record in handen van Van Gerwen)
- Meeste UK Opentitels (5)

## Bijnamen
Taylor droeg in zijn eerste jaren als prof de bijnaam The Crafty Potter, een afgeleide van die van zijn mentor Bristow (The Crafty Cockney). Vanaf augustus 1995 droeg hij de bijnaam The Power, die hij kreeg van Sky Sports-manager Peter Judge.

## Eerbetoon
Sinds zijn afscheid van de sport als professional in het begin van 2018 draagt het World Matchplay de naam Phil Taylor Trophy.